# Hadrijanova vila
Hadrijanova vila (italijansko Villa Adriana) je velik rimski arheološki kompleks v Tivoliju v Italiji. Unescova svetovna dediščina je last Republike Italije, upravlja in vodi pa jo Polo Museale del Lazio od decembra 2014.

## Zgodovina
Vila je bila zgrajena pri Tiburju (sodobni Tivoli) za umik rimskega cesarja Hadrijana iz Rima za v 2. in 3. desetletju 2. stoletja našega štetja. Hadrijanu naj ne bi bila palača na Palatinskem griču v Rimu všeč, zato je zgradi novo. Tradicionalno si je rimski cesar zgradil vilo kot prostor za sprostitev od vsakdanjih naporov. Prejšnji cesarji in bogati Rimljani, kot je Trajan, so tudi gradili vile. Številne so bile tudi samooskrbne z majhnimi kmetijami in jim ni bilo treba uvažati hrane.
Slikovita pokrajina okoli Tiburja je zato postala priljubljena izbira za vile in podeželska posestva. Priljubljena je bila pri ljudeh s španskega polotoka, ki so bili prebivalci mesta Rim. To je morda pripomoglo k temu, da je Hadrijan izbral posest - čeprav je bil rojen v Rimu, so njegovi starši prišli iz Španije in je morda že v zgodnjem življenju poznal to območje.
Mogoče je prišlo tudi do povezave preko njegove žene Vibije Sabine (83–136 / 137), ki je bila nečakinja cesarja Trajana. Družina Sabina je imela veliko zemljišč in ugiba se, da je bila morda lastnina Tiburja ena od njih. Vila iz republikanske dobe je bila osnova za Hadrijanovo gradnjo.
V poznejših letih svojega vladanja je Hadrijan dejansko upravljal cesarstvo iz vile. Začel jo je uporabljati kot svoje uradno prebivališče okoli leta 128.. Zato je tam stalno prebival velik dvor in večje število obiskovalcev in uradnikov se je moralo zabavati in biti začasno nastanjeno na kraju samem. Poštna služba je vzpostavila stik z Rimom oddaljenim 29 kilometrov, kjer so bile različne vladne službe.
Ni znano ali je Hadrijanova žena začasno ali stalno živela v vili - njuni odnosi so bili očitno precej napeti ali hladni, morda zaradi njegove dvoumne spolnosti. Hadrijanovi starši so umrli, ko je bil majhen, njega in njegovo sestro pa je posvojil Trajan. Mogoče je bilo, da je bil Hadrijanov dvor v vili pretežno moški, verjetno pa je bila tam nameščena njegova otroška medicinska sestra Germana, na katero se je globoko navezal (ona ga je dejansko preživela).
Po Hadrijanu so vilo občasno uporabljali različni nasledniki (doprsni kip Antonina Pija (138–161), Marka Avrelija (161–180), Lucija Vera (161–169), Septimija Severa in Karakale so bili najdeni v kompleksu). Zenobija, odstranjena kraljica Palmire, je verjetno živela tu v 270-ih letih.
Med propadom rimskega cesarstva v 4. stoletju je bila vila postopoma opuščena, delno pa so jo uničili, saj so bili odstranjeni dragoceni kipi in marmor. Objekt je bil v času uničujoče gotske vojne (535–554) med Ostrogoti in Bizantinci uporabljen kot predelovalnica apna. Najdeni so bili ostanki peči, s katerimi so žgali marmor iz kompleksa, da so pridobivali apno za gradbeni material.
Kardinal Ippolito II. d'Este je v 16. stoletju odstranil večji del preostalega marmorja in kipe v Hadrijanovi vili, da je okrasil svojo lastno vilo d'Este, ki stoji v bližini. Od tega obdobja so se pri izkopavanjih sporadično pojavljali fragmenti in skulpture, od katerih so bili nekateri ohranjeni in situ ali nameščeni na kraju samem v razstavnih zgradbah.

## Struktura in arhitektura
Hadrijanova vila je obsežno območje z mnogimi bazeni, kopelmi, fontanami ter klasično grško in rimsko arhitekturo, postavljeno v tisto, kar bi bilo mešanica urejenih vrtov, divjine in obdelovalnih kmetijskih površin.
Stavbe so zgrajene iz travertina, opeke, apna, puzolane (pepel) in tufa. Kompleks vsebuje več kot 30 stavb, ki zajemajo vsaj kvadratni kilometer (površina večja od mesta Pompeji), od katerih je veliko še neizkopanih. Vile so bile navadno postavljene na vrhovih gričev, vendar ker je Hadrijanova vila s svojimi vodnjaki, bazeni in vrtovi potrebovala obilne izvirske vode, so jih oskrbovali akvadukti, ki so napajali Rim, vključno z Anio Vetus, Anio Nobus, Aqua Marcia in Aqua Claudia. Da bi izkoristili te vire, je morala vila ležati na zemljišču, nižjem od akvadukta.
Kot navaja avtor Historia Augusta : 
[Hadrijanova] vila v Tiburju je bila čudovito zgrajena in je njenim delom dejansko podelil imena provinc in krajev z največjim slovesom ter jih poimenoval na primer Lyceum, Academia, Prytaneum, Canopus, Poecile in Tempe. In da ne bi česa izpustil, je celo naredil Had..
Arhitektura presega zgolj poimenovanje struktur po krajih in spomenikih, ki jih je videl Hadrijan na svojih obsežnih potovanjih po cesarstvu. Nekatere stavbe očitno poskušajo poustvariti posebne značilnosti pokrajin ali arhitekture, ki so imele osebni pomen za cesarja. Tako na območju, poznanem kot Canopus, poimenovanem po egipčanskem mestu, kjer se je utopil Antinoos, je dolg, veličasten odsevni bazen, ki predstavlja Nil in je bil obložen s kopijami znanih kiparskih del, vključno s kariatidami iz  Erehtejona, kipom, ki prikazuje egipčanskega škrata in boga zaščitnika doma, Bes in krokodila. Pecile je narejen po vzoru stoe Poikile v Atenah, mestu, ki ga je favoriziral Hadrijan. Strukture prosto mešajo tradicionalne grške in inovativne rimske elemente. Otočni ograjen prostor (znan kot Pomorsko gledališče) uporablja klasični jonski red, čeprav na nov način; triklinij tako imenovan Piazza d'Oro in Serapeum sta bila pokrita z rimskimi segmentnimi betonskimi kupolami, ki jih je verjetno zasnoval sam Hadrijan.
Hadrijanov Pecile v vili, je bil ogromen vrt, obdan z bazenom in arkado. Dimenzije bazena so 232 na 97 metrov. Prvotno je bil bazen obdan s štirimi stenami s kolonado v notranjosti. Ti stebri so pomagali podpirati streho. V središču quadriportica je bil velik pravokoten bazen. Štiri stene so ustvarjale mirno samoto za Hadrijana in goste.
Ena zgradba v vili je tako imenovano "Pomorsko gledališče". Sestavljeno je iz okroglega portika z banjastim obokom, podprtim s stebri. Znotraj portika je bil bazen v obliki obroča z osrednjim otokom. Velik okrogel prostor s premerom 40 metrov je imel vhod na sever. Znotraj zunanje stene in okoli jarka je obroč iz neokrašenih jonskih stebrov. Pomorsko gledališče vključuje bivalni prostor, knjižnico, ogrevane kopeli, tri apartmaje z ogrevanimi tlemi, umivalnico, umetniško galerijo in velik vodnjak. V starih časih je bil otok s portikom povezan z dvema lesenima mostovoma. Na otoku je majhna rimska hiša z atrijem, knjižnico, triklinijem in majhnimi kopelmi. Območje je cesar verjetno uporabljal kot umik od napornega življenja na dvoru.
Vila ima številne arhitekturne sloge in inovacije. Kupole parnih kopeli imajo na vrhu okrogle luknje, ki omogočajo iztekanje pare. To spominja na Panteon, ki ga je tudi zgradil Hadrijan. Območje ima mrežo podzemnih predorov. Predori so se večinoma uporabljali za prehod služinčadi in blaga z enega območja na drugega.
Leta 1998 so v Vili odkrili ostanke, za katere so arheologi trdili, da je monumentalna grobnica Antinosa ali tempelj zanj . To je bilo pozneje izpodbijano v študiji, v kateri je bilo ugotovljeno pomanjkanje kakršnih koli neposrednih dokazov za Antinousov grob, pa tudi prej spregledan vir, ki nakazuje pokop v Egiptu v Antinopolisu in obravnava možnost Antinosovega svetišča v Hadrijanovi vili kot verjeten, vendar nedokazan .
Septembra 2013 je bila preiskana mreža tunelov, zakopana globoko pod vilo - to so bile verjetno službene poti za osebje, da bi idilična narava pokrajine ostala nemotena. Na mestu je bilo več tisoč ljudi, vključno z osebjem, obiskovalci, hlapci in sužnji. Čeprav bi se v času Hadrijanove odsotnosti na ogledih pokrajin ukvarjali z veliko večjimi dejavnostmi, se je moralo veliko ljudi (in živali) vsak dan premikati po mestu Tivoli. Skoraj konstantna gradbena dejavnost poleg osnovnega vrtnarjenja in domačih dejavnosti je verjetno privedla do podzemnih poti.
Sama vila je bila opisana kot arhitekturna mojstrovina. Skupina jamskih strokovnjakov je odkrila, da je še bolj impresivna, kot se je prej mislilo.

## Kipi in druga umetniška dela
V Vili je bilo odstranjenih in obnovljenih veliko čudovitih artefaktov, kot so marmornati kipi Antinosa, Hadrijanovega čaščenega ljubimca, ki so ga po nesreči utopili v Egiptu in mozaiki iz gledališča in kopeli.
Mozaik, ki prikazuje skupino golobov okoli sklede, z enim ki pije, se zdi kopija dela umetnika Sosa iz Pergamona, kot ga opisuje Plinij starejši. Po njegovem mnenju je bil široko kopiran.
Najdenih je bilo veliko kopij grških kipov (na primer Ranjena Amazonka) in celo interpretacije rimskih bogov v egipčanskem slogu in obratno. Večino teh so odpeljali v Rim za konzerviranje in restavriranje in jih je mogoče videti Kapitolskih muzejih ali Vatikanskih muzejih. Vendar so mnoge v 18. stoletju izkopali tudi trgovci s starinami, kot sta Piranesi in Gavin Hamilton, da bi jih prodali turistom in starinarjem, kot je Charles Towneley in tako so tudi v večjih zbirkah starin drugod po Evropi in Severni Ameriki.
Umetnine najdene v vili so:
- Metalec diska (Discobolus)
- Mozaik Golobčki, ki pijejo iz sklede, kopija znamenitega helenističnega mozaika, Kapitolski muzeji
- Diana iz Versaillesa, Louvre
- Čepeča Venera
- Kapitolski Antinous
- Furiettijevi Kentavri  (Kapitolska različica).

## Pomen danes
Organizacija Združenih narodov za izobraževanje, znanost in kulturo (Unesco) je Hadrijanovo vilo razglasila za svetovno dediščino leta 1999. Oznaka je določila meje območja in okoli njega ustvarila varovalni pas, v katerem ni dovoljena nobena nova gradnja. Leta 2011 je komunalna vlada v Tivoliju objavila načrte, pozneje preklicane, da bi zgradila odlagališče odpadkov v bližini vile in odobrila gradnjo javnih stanovanj na 120.000 kvadratnih metrih znotraj varovalnega pasu. Unesco je na svojem 36. letnem zasedanju uradno obravnaval te posege na najdišču. Medtem ko so italijansko vlado pohvalili za njeno odločitev, da opusti gradnjo odlagališča odpadkov na območju Corcolleja, je odbor zahteval, da »Svetovno dediščino pravočasno obvesti o vseh večjih razvojnih projektih, načrtovanih v varovalnem pasu nepremičnine, vključno z razvojem stanovanj v Comprensorio di Ponte Lucano, za katero je treba pred kakršno koli nepovratno obveznostjo vključiti oceno vplivov na dediščino v skladu z odstavkom 172 operativnih smernic.« Unesco je tudi zahteval, da »predloži država pogodbenica. . . posodobljeno poročilo o stanju ohranjenosti nepremičnine«, do februarja 2014, ki odraža zaskrbljenost zaradi poslabšanja izpostavljenih ruševin.
Leta 2016 so bile v okviru reorganizacije Ministero per i Beni e le Attività Culturali Hadrijanova vila, sosednja Villa d'Este in Herkulov tempelj v Tivoliju pod nadzorom novoustanovljenega Istituto Autonomo di Villa Adriana .
Accademia Adrianea di Architettura ed Archeologia1 je objavila javni razpis za konferenco z naslovom Oblikovanje Unescovega varovalnega pasu.
Akademija je vile, zaradi hitrega propadanja ruševin, uvrstila na seznam 100 najbolj ogroženih znamenitosti leta 2006 pri World Monuments Watch.
Leta 2019 je Unesco Hadrijanovo vilo označil za območje s posebno imuniteto pred vojnimi aktivnostmi. Ta dodana raven varnosti prepoveduje članom ZN napadati mesto ali ga uporabljati v vojaške namene v primeru vojne.